# Menhar
Menhar est un prénom hongrois masculin.

## Personnalités portant ce prénom
- Menyhért